# قطعنامه ۹۱۷ شورای امنیت
قطعنامه  ۹۱۷ شورای امنیت سازمان ملل متحد که در تاریخ ۰۶ مه ۱۹۹۴ تصویب شد، سندی بین‌المللی دربارهٔ وضعیت در هائیتی است. این قطعنامه طی نشست ۳۳۷۶ام با ۱۵ رای موافق، ۰ مخالف و ۰ ممتنع تصویب شد.